# Proctolin
Das Proctolin (englisch synonym) bezeichnet eine aus fünf Aminosäuren bestehendes Neuropeptid (H-Arg-Tyr-Leu-Pro-Thr-OH), das bei Insekten für die neuromuskulären Synapsen der Proctodealnerven im Bereich des Enddarms als Neurotransmitter fungiert.
Darüber hinaus ist Proctolin immunologisch auch im Zentralnervensystem von Insekten und sogar von Wirbeltieren als weit verbreitet nachzuweisen. Ihm wird eine generelle Neurotransmitterfunktion zugeschrieben.